# RTL 102.5 TV
 (avril 2024).
RTL 102.5 TV est une chaîne de télévision italienne propriété de RTL 102.5 diffusée en clair et gratuitement sur la chaîne no 36 de la télévision numérique terrestre italienne, sur le satellite (Chaîne no 36 de Tivùsat et no 750 de Sky Italia ) et en streaming radio et TV sur le site officiel de la radio. La diffusion par antenne TV peut être reçue dans les régions françaises proches de l'Italie (Savoie, Provence, Corse), la diffusion par satellite est disponible à tous les abonnés des plate-formes satellites diffusant le programme, peu importe leur localisation, et le streaming web est accessible depuis l'Italie comme depuis l'étranger. 

## Histoire
Elle nait en 2000 sous le nom de « 102&5 Hit Channel » en se basant uniquement sur les messages web qui arrivaient du site et dans le but de créer une chaine de référence pour les jeunes.
Après une période d'essais techniques, la première diffusion est effectuée le 15 janvier 2001 à 15h. Le premier présentateur à l'antenne a été Ringo avec un programme destiné uniquement à la musique rock. En 2002, RTL 102.5 signe un accord avec Claudio Cecchetto (DJ et producteur italien) en le nommant directeur artistique de la chaine musicale.

## Sources
- (it) Cet article est partiellement ou en totalité issu de l’article de Wikipédia en italien intitulé « RTL 102.5 TV » (voir la liste des auteurs).